# Takayuki Nishigaya
Takayuki Nishigaya (西ヶ谷 隆之?, Nishigaya Takayuki; Prefettura di Shizuoka, 12 maggio 1973) è un allenatore di calcio ed ex calciatore giapponese, di ruolo difensore o centrocampista, commissario tecnico della nazionale singaporiana.